# Харат
Хара́т (Хараф) — значний за розмірами але низинний піщаний острів в Червоному морі в архіпелазі Дахлак, належить Еритреї, адміністративно відноситься до району Дахлак регіону Семіен-Кей-Бахрі. На острові є селище Д'юррум-Сегір.

## Географія
Розташований за 20 км на схід від материка та за 21 км на північний захід від острова Дехель. Має видовжену з північного заходу на південний схід форму. Складається з двох більших частин з'єднаних між собою вузьким перешийком, який іноді затоплюється водами Червоного моря і острів поділяється на дві відокремлені частини. Довжина північної частини 6,1 км, ширина 2 км; довжина південної частини 8,5 км, ширина 1,6 км. Перешийок має довжину 3 км, ширину до 250 м. Острів окрім південного сходу облямований кораловими рифами Харат.